# Élisabeth Terroux
Élisabeth Terroux (Ginebra, 25 de julio de 1759 - 1822) fue una pintora sobre esmalte y miniaturista suiza.

## Trayectoria
Hija del relojero y político genovés Abraham Terroux, Elisabeth Terroux estudió pintura sobre esmalte en su ciudad natal y fue alumna de Jean-François Favre, asociado desde 1775 con Jacques Thouron, ambos pintores sobre esmalte y miniaturistas. Étienne Falconet, escultor y escritor de arte, la citó cuando tenía 21 años. Formó parte de la Fábrica de Ginebra. En 1789, presentó dos miniaturas sobre esmalte en el Salón de la Sociedad de las artes de Ginebra.
Junto con Jeanne Henriette Rath, Louise-Françoise Mussard y Jeanne-Pernette Schenker-Massot (hermana del pintor Firmin Massot y esposa del grabador Nicolas Schenker), supervisa la Academia de Jóvenes de la Sociedad de las Artes de Ginebra. Sus pinturas lograron gran éxito en Rusia, se instaló en San Petersburgo, en la época de Catalina II de Rusia, dónde se congregaban artistas de toda Europa.
Tres de sus obras, Retrato de hombre adulto, un busto, un presunto Retrato de Mary Cosway sentada en un sillón así como Retrato de una joven mujer sentada de medio cuerpo se encuentran en el museo de Louvre en París en los fondos de dibujos y miniaturas. El museo Patek alberga en su colección miniaturas algunas de sus obras. La colección de miniaturas Tansey posee dos obras en el Bomann-Museum de Celle, Francia. El Museo Briner y Kern en Winterthour y el Museo de arte y de historia de Ginebra conservan también múltiples obras de Terroux. Según la clasificación del Louvre, la obra de Terroux está integrada en la escuela suiza.
Léo R. Schidlof, se refiere a ella como una de las mejores pintoras miniaturistas. Jean Sennebier la cita en 1786 en su Histoire littéraire de Genève en los siguientes términos. En 1805, se casó con David Benjamin Bourgeois y se aleja definitivamente de la vida artística.

## Exposiciones
- Ginebra: Salón de la Sociedad de las artes, 1789
- París: Exposición universal, 1878[13]
- Ginebra: Exposición nacional suiza, 1896
- Ginebra: Palacio Eynard, 1903
- París: Museo Galliéra, 1923 (Exposición de cristalería y esmaltes modernos)[14]
- París: Hotel de los empresarios de objetos de arte, cuadros, curiosidades, 1926 (Mujeres Pintoras del siglo XVIII)
- Ginebra: Museo de arte y de historia de Ginebra, 1942 (Ginebra a través de los tiempos)
- Ginebra: Museo de arte y de historia de Ginebra, 1956 (Obras maestras en miniatura y gouache)
- París: Museo de Louvre, Salón de los dibujos, 1956-1957[15]
- Londres: Garrad's, 1961 (Una exposición de importantes miniaturas y esmaltes del siglo XVIII y principios del XIX)
- Viena: Albertina (museo), 1965 (Meisterwerke der europäischen Miniaturmalerei von 1750 bis 1850)
- Lausana: Museo histórico de Lausana, 1999 (100 años de miniaturas suizas, 1780-1880)

## Galería

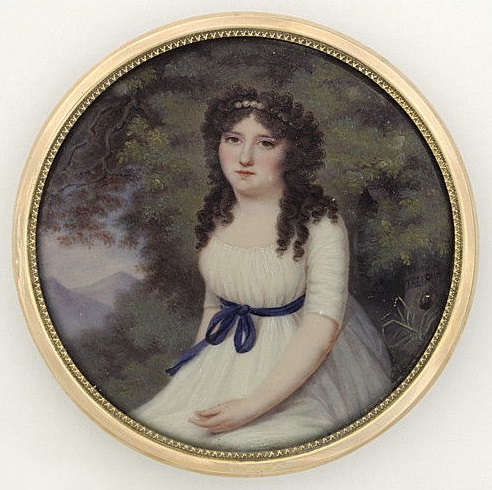
Retrato de joven sentada
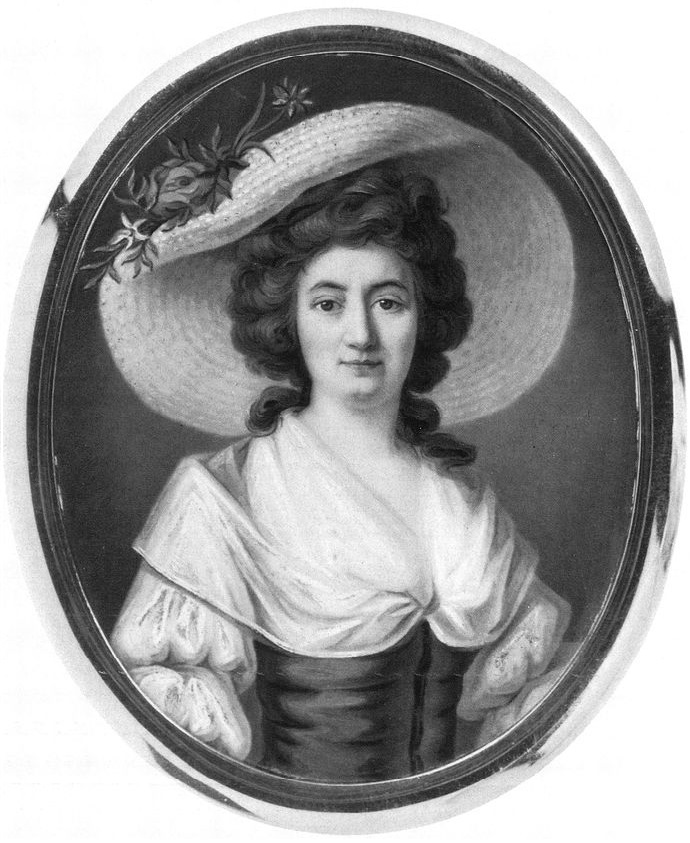
Autorretrato con sombrero